# Bochnia (comune rurale)
Bochnia è un comune rurale polacco del distretto di Bochnia, nel voivodato della Piccola Polonia.
Ricopre una superficie di 113,69 km² e nel 2004 contava 18 207 abitanti.
Il capoluogo è Bochnia, che non fa parte del territorio ma costituisce un comune a sé.